# Dorf Allendorf
Dorf Allendorf (Ausspracheⓘ) ist ein Stadtteil von Bad Salzungen im Wartburgkreis in Thüringen.

## Geografie
Die Gemarkung Dorf Allendorf liegt östlich der Kernstadt Bad Salzungen, südlich der Werra, an der Landesstraße 1121 und der Bundesstraße 62. Die geographische Höhe des Ortes beträgt 260 m ü. NN. Das größte Plattenbaugebiet Bad Salzungens sowie die Werratal-Kaserne liegen zum Teil in der Gemarkung Allendorf.

## Geschichte
1218 wurde der Ort Allendorf erstmals urkundlich erwähnt. Bis 1527 gab es in Allendorf ein Zisterzienserinnenkloster.
Die Eingemeindung nach Bad Salzungen erfolgte am 1. Juli 1950. 443 Menschen wohnen im Stadtteil.

## Politik
2014 wurde die Hauptsatzung der Stadt Bad Salzungen dahingehend geändert, dass Dorf Allendorf ein eigenständiger Ortsteil im Sinne der Thüringer Kommunalordnung wurde. Der Ortsteil gab sich eine Ortsteilverfassung. Bei den Kommunalwahlen in Thüringen 2014 am 25. Mai 2014 wurde erstmals ein Ortsteilbürgermeister und ein Ortsteilrat für Dorf Allendorf gewählt. Ronald Wagner erhielt 95,8 Prozent der abgegebenen Stimmen und wurde der erste Ortsteilbürgermeister von Dorf Allendorf.